# 熊希齢内閣
熊希齢内閣（ゆうきれいないかく、中国語: 熊希齢内閣）は、中華民国の内閣の一つ。段祺瑞が代理の国務総理が倒れた後。1913年（民国2年）7月31日に成立し、9月11日に閣議された、1914年（民国3年）2月12日は袁世凱大統領によって解散された。

## 閣僚
| 役職                 | 肖像 | 名前      |
| -------------------- | ---- | --------- |
| 国務総理             |      | 熊希齢    |
| 外交総長             |      | 孫宝琦    |
| 内務総長             |      | 朱啓鈐    |
| 財政総長             |      | 熊希齢 兼 |
| 陸軍総長             |      | 段祺瑞    |
| 海軍総長             |      | 劉冠雄    |
| 教育総長             |      | 汪大燮    |
| 司法総長             |      | 梁啓超    |
| 工商総長 兼 農林総長 |      | 張謇      |
| 交通総長             |      | 周自斉    |